# Julius Füesslin
Julius August Füesslin (* 7. August 1815 in Freiburg im Breisgau; † 21. Mai 1866) war ein deutscher Arzt.

## Leben
Füesslin studierte Medizin an den Universitäten Heidelberg und Freiburg. Er wurde 1835 Mitglied des Corps Suevia Heidelberg. Nach seinem Staatsexamen diente er eine Zeit als Oberchirurg im 2. Badischen Infanterie-Regiment. 1849 wurde Füesslin Hausarzt des neu erbauten Männergefängnisses in Bruchsal und publizierte aufgrund seiner dort gewonnenen Praxis seine Auffassung von einem fortschrittlichen Strafvollzug in Baden. Die Kontroverse, die er dadurch auslöste, bewog ihn diese Stellung aufzugeben. 1858 wurde er mit dem Titel Medizinalrat Amtsarzt in Baden-Baden. In Baden-Baden wurde er wegen seiner Verdienste um das Badewesen der Stadt 1866 zu deren Ehrenbürger ernannt.

## Schriften
- Die Beziehungen des neuen badischen Strafgesetzes zum Pönitentiarsystem, 1853
- Das neue Männerzuchthaus Bruchsal nach dem System der Einzelhaft in seinen baulichen Einrichtungen, 1854
- Die Einzelhaft nach fremden und sechsjährigen eigenen Erfahrungen, 1855
- Die neuesten Verunglimpfungen der Einzelhaft, 1861
- Die nothwendigen Verbesserungen der Bad und Heilanstalten in Baden-Baden zur Umwandlung dieser Stadt in einen Kurort, 1864
- Die Grundbedingungen jeder Gefängnißreform im Sinne der Einzelhaft, 1865
- Die Zukunft der Stadt Baden-Baden : eine Denkschrift, 1865
- Letztes Wort über die Zukunft der Stadt Baden-Baden : dritte Denkschrift, 1866